# マギ
マギ（古代ペルシア語: 𐎶𐎦𐎢𐏁 - maguš、ラテン語: magi 複数形、単数形はマグス (magus)）は、本来、メディア王国で宗教儀礼をつかさどっていたペルシア系祭司階級の呼称。

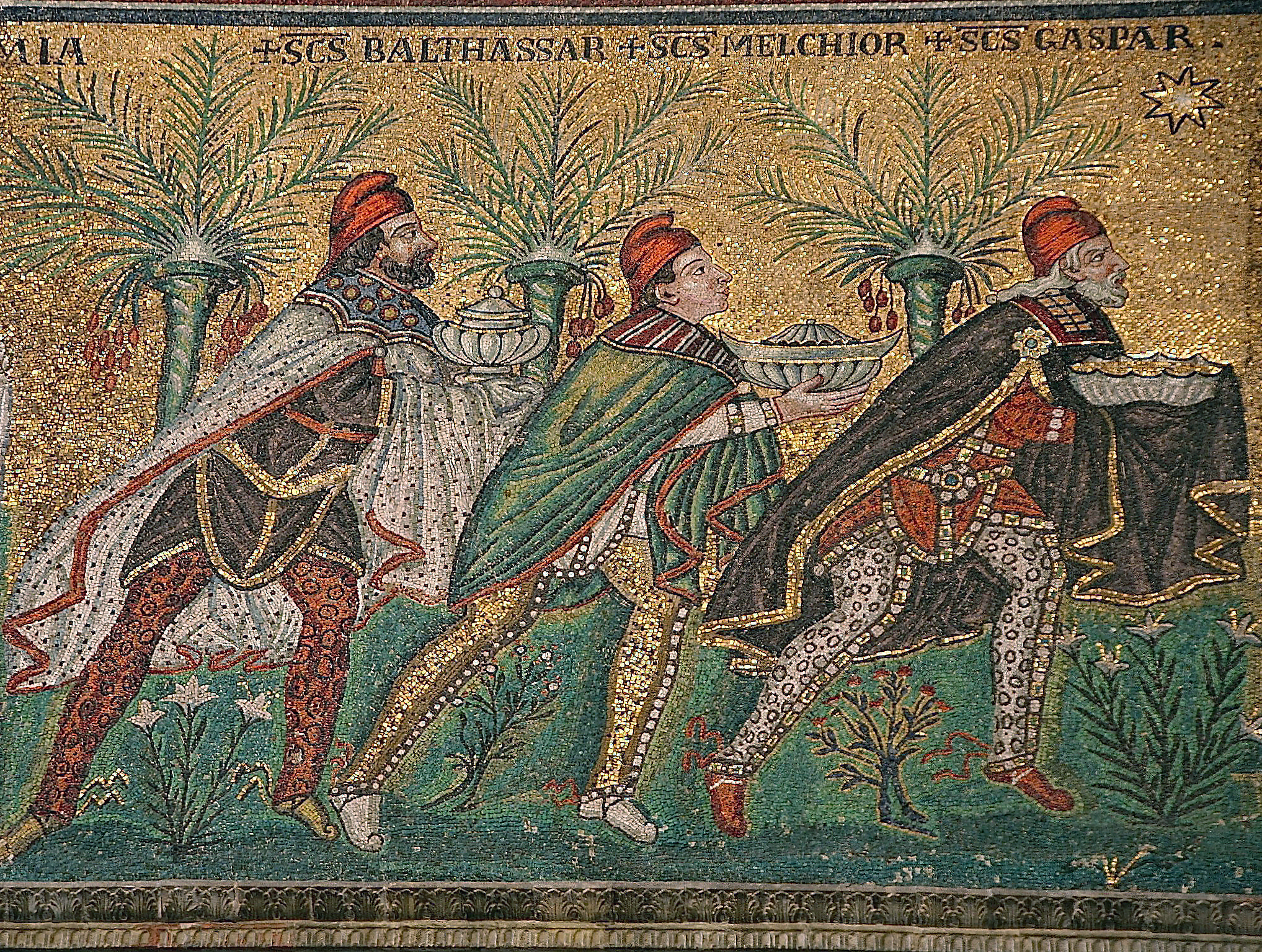
サンタポリナーレ・ヌオヴォ聖堂のモザイクに描かれている三人のマギ

## 名称
アヴェスター語形マグ（magu, maγu）に由来し、ギリシャ語形の単数マゴス（μάγος）、複数マゴイ（μάγοι）を経由しラテン語化した。英語では単数メイガス（magus）、複数メイジャイ（magi）、形容詞メイジャン（magian）。普通名詞なので小文字始まりだが、東方三博士の意味では固有名詞あつかいで大文字始まりである。

### 本来のマギと意味の変遷
ヘロドトスの『歴史』には、「マギには、死体を鳥や犬に食いちぎらせたり、アリや蛇をはじめその他の爬虫類などを無差別に殺す特異な習慣があった」と記されている。これらの習慣はアヴェスターに記された宗教法と一致しており、彼らはゾロアスター教と同系の信仰を持っていたと考えられる。
アケメネス朝ペルシア史上では、王位簒奪者のマギであったガウマータを、ダレイオス1世が倒して王位に就いたとされている。
一方、キリスト教世界では新約聖書、福音書の『マタイによる福音書』にあらわれる東方（ギリシア語で anatole、当時はペルシャのみならずエジプト北部などその範囲は広い）の三博士を指して言う場合が多い。三人の王とも訳される。直訳すれば星見、すなわち占星術師であるが、マタイ福音書の文脈では天文学者と推測される。
やがて、マギという言葉は人知を超える知恵や力を持つ存在を指す言葉となり、英語の magic などの語源となった。これはマギが行った奇跡や魔術が、現代的な意味での奇術、手品に相当するものだったと推定されるからである。
サーサーン朝時代では、中期ペルシア語（パフラヴィー語）でゾロアスター教の神官であるマギのことを「マグ」ないし「モウ」 (mgwy / mag, mow) と呼んでいた。特にオーフルマズド神（アフラ・マズダー）やアナーヒード女神（アナーヒター）などの神々に捧げられた拝火神殿を管理するような高位の神官は「モウバド」 (mgwpt / mowbad, mōbad) と呼ばれ、モウバドの管理のもと多くのマグたちが神殿の運営や儀式を執り行っていたようである。サーサーン朝の始祖アルダシール1世の祖父である名祖サーサーンはイラン南西部ファールス地方の都市イスタフルのアナーヒード神殿の管理職であったこともあり、同王朝は創建初期からゾロアスター教団とも密接な関係にあったが、第2代君主シャープール1世から第7代君主ナルセ1世の時代にかけて活躍した神官カルティールは、最高位の神官であるモウバダーン・モウバド（Mowbadān-Mowbad 「モウバドたちの中のモウバド」の意味）を名乗って王朝全土の諸神殿を統括し、キリスト教やユダヤ教、マニ教、仏教など外来諸宗教の勢力を弾圧し、国家宗教としてゾロアスター教団の威信を拡大させるなど、サーサーン朝の宗教政策を主導したことで知られている。
タバリーなどのアラビア語・近世ペルシア語の年代記や地誌などの諸文献では、ゾロアスター教神官・聖職者である「マギ」や広くゾロアスター教徒一般を指してマジュース (مجوس majūs) と呼ばれている。

## 福音書が伝える三博士の礼拝
『マタイによる福音書』（2:1-16）によれば、イエスが生まれた時、東方で知らせとなる星を見た博士たち（マギ）がエルサレムまで赴き、ユダヤ人の王として誕生した方はどこかとヘロデ大王に尋ねる。ヘロデは動揺しながらも側近に尋ね、側近は聖書の記述からそれはベツレヘムであると博士たちに教えた。博士たちはさっそくその場を発つと、星にしたがってイエスのいる場所につくことができた。幼子の前にたどり着くと、彼らはひれ伏し、黄金、乳香、没薬を贈り物として捧げた。ヘロデは新しい王など生まれては困るので、博士たちに場所を教えるよう命じていたが、博士たちは夢のお告げにより、ヘロデを避けて別の道から故郷に戻った。これを知ったヘロデは大いに怒り、ベツレヘムとその周辺一帯にいた2歳以下の男の子を、一人残らず殺させたが（幼児虐殺）、イエスは両親とともにエジプトへ逃れた後だった。
『ルカによる福音書』に描かれたイエスの誕生場面ではこの博士たちは登場せず、代わりに飼い葉桶に寝ていた幼子イエスに羊飼い達が訪れる場面がある。西洋美術やクリスマスに飾られる馬小屋の飾りでは、博士と羊飼いが一緒に描かれているものも多い。
前掲の福音書には記述がないが、博士たちの人数は贈り物の数から伝統的に3人とされている。彼らの名前として西洋では7世紀から次のような名が当てられている。それはメルキオール（Melchior, 黄金（王権の象徴）、青年の姿の賢者）、バルタザール（Balthasar, 乳香（神性の象徴）、壮年の姿の賢者）、カスパール（Casper, 没薬（将来の受難である死の象徴）、老人の姿の賢者）である。いずれもペルシア人の名でなく、何らかの意味も確認できない。シリアの教会では、ラルヴァンダド（Larvandad）,ホルミスダス（Hormisdas）, グシュナサファ（Gushnasaph）という別の名が当てられているが、こちらはペルシア語の人名として意味をなしている。アルメニア教会では、カグバ（Kagba）, バダディルマ（Badadilma） 等の名前を当てている。
なお、インドの一部の伝統では、ある人物が光明を得るためには、三人の他の光明を得た人物によって、その人物の将来の光明が予言される必要があるという言い伝えもある。